# 越南復國同盟會
越南复国同盟会（越南语：／），简称复国会（越南语：／），是二十世纪早期越南的一个争取越南脱离法国统治的革命政党。

## 歷史
1925年潘佩珠被法國殖民政權逮捕之后，越南光复会宣告解散。1930年，在日本陆军大将松井石根的支持下，阮朝的畿外侯強㭽纠集了原光复会的一些人士，准备重建该组织：越南獨立運動同盟會。
1939年，在日本黑龙会的支持下，強㭽与阮海臣在中国上海正式成立越南复国同盟会。
越南复国同盟会以強㭽为主席，奉行三民主义和君主立宪制度，得到日本陆军的支持。
1940年，法国在歐洲戰場战败，随后向纳粹德国投降。同年9月25日，法属印度支那殖民政府与日本达成和议。
1945年，在日本的策动下，保大帝宣布越南独立，建立越南帝国。
胡志明发动八月革命之后，保大帝退位。不久日本投降，复国会成员多逃亡国外，事实上已解散。
1949年4月，曾在中国广西短暂重建，但在1951年随着強㭽的逝世而解散。

### 標準
- 左上角的“王”字象征君主立宪制。
- 红色象征着争取独立的斗争。
- 白色代表着“人的纯净”。
- 蓝色象征着越南人民的自由。

越南復國同盟會旗
越南民國國旗/越南建國軍軍旗
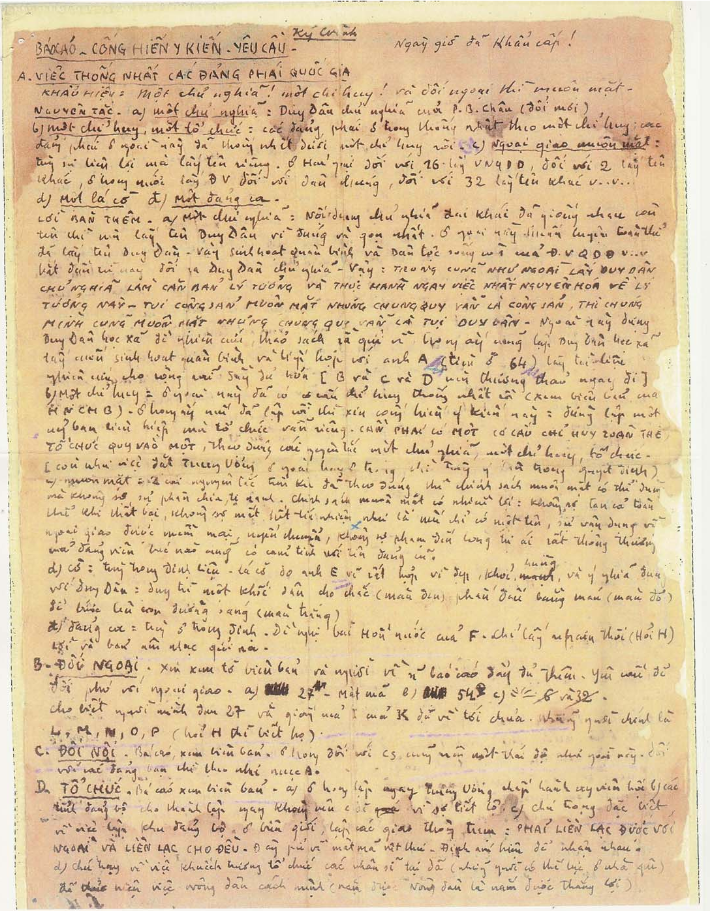
記呈（李東阿）1
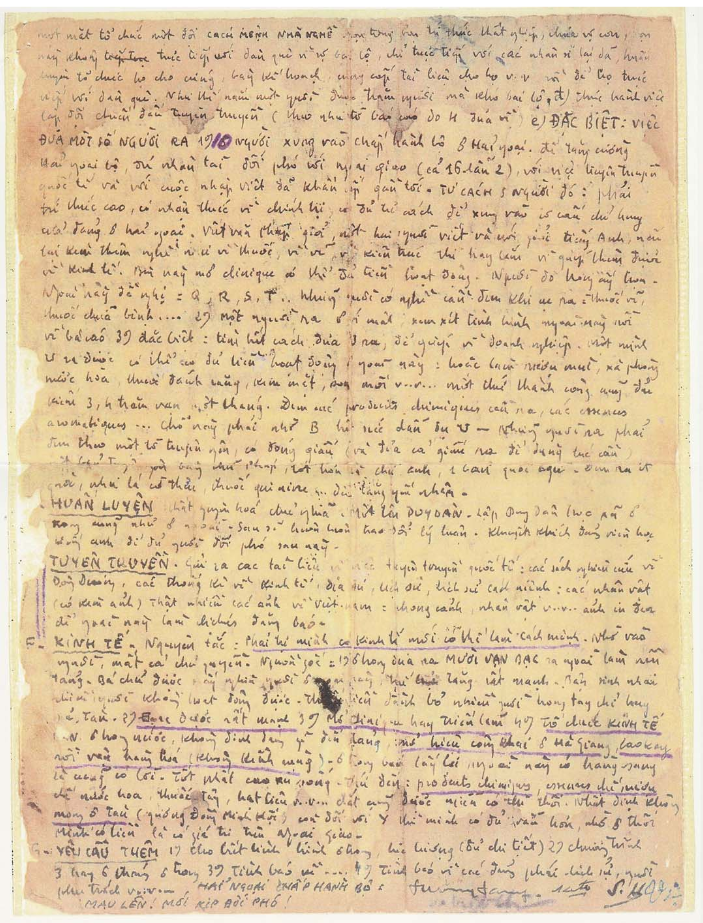
記呈（李東阿）2

### 組成
- 越南建國軍
- 大越復興會
- 越南革命同盟會
- 大越國家社會黨
- 大越維民革命黨
- 越南人民革命黨 （1940-1年大道三期普度）
- 越南國家獨立黨 （越南政黨）